# Theater aan de Parade
Theater aan de Parade is een theaterzaal in de binnenstad van 's-Hertogenbosch. Het is gevestigd aan de Parade.
Het theater is in 1976 herbouwd als vervanger van het theater dat in 1934 werd gebouwd. Tijdens de Tweede Wereldoorlog werd het gebouw tijdens de bevrijding van 's-Hertogenbosch beschadigd. Even waren er plannen om het theater in Het Bossche Broek opnieuw op te bouwen. Er werd gekozen om het originele gebouw te restaureren, terwijl nieuwbouw net zo duur zou zijn.
De geschiedenis van het Theater aan de Parade begint in 1828 als de Sociëteit Casino zich gaat vestigen aan de Papenhulst. In 1853 kwam er een theaterzaal bij. De naam Casino bleef ook na de verhuizing naar het pand aan de Parade behouden. Pas in 1994 veranderde de naam in Theater aan de Parade, om de verwarring met een Casino te voorkomen.
In januari 2015 beslist de gemeenteraad een nieuwbouw voor het theater te bouwen. De inwoners krijgen inspraak in het ontwerp. De ontdekking van asbest in het gebouw zorgt voor een tijdelijke sluiting van enkele maanden van het theater in 2016 en is naast een stijging van de bouwprijzen medeverantwoordelijk voor de vaststelling dat de vooropgestelde prijs voor de nieuwbouw niet gehaald kon worden. Een nieuwbouw zou € 71 miljoen euro kosten tegenover de geplande 50 miljoen. De geplande sluiting in 2017, en de opening voor de nieuwbouw in 2020 werd afgeblazen. In 2018 evolueert het plan naar een vernieuwbouw met recuperatie van onder meer fundamenten en betonconstructies.  Een nieuwe geplande afwerkingsdatum van 2023 wordt vooropgeschoven.
Op 31 augustus 2020 sluit wethouder Van Olden het oude Theater aan de Parade. Architectenbureau NOAHH, de ontwerpers van Tivoli in Utrecht, ontwierp het nieuwe Theater aan de Parade. In december 2023 ging het gebouw open voor een periode van proefvoorstellingen. Het theater bevat een grote of Casinozaal met 920 stoelen en een kleine of Pleinzaal die ruim 400 plaatsen telt.
Op 8 oktober 2024 vertrekt dan zittend directeur Alex Kühne in goed overleg bij het theater. Het persbericht luidt:
"Directeur Alex Kühne vertrekt bij het Theater aan de Parade. Dat maken Raad van Commissarissen van het theater, de aandeelhouder (gemeente 's-Hertogenbosch) en de directeur op dinsdag 8 oktober bekend.
Namens de Raad van Commissarissen van het theater zegt voorzitter Carin van Berkel – van Kastel: "We gaan in goed overleg uit elkaar en we zijn Alex dankbaar voor zijn inzet de afgelopen jaren. Met de nieuwbouw van het theater en de coronaperiode waren het geen gemakkelijke jaren. Samen met de organisatie heeft Alex daar de schouders onder gezet. We wensen hem alle succes bij volgende stappen in zijn carrière."  Alex Kühne: "Ik ben trots op het Theater aan de Parade dat er nu staat. Er is enorm hard gewerkt (team, bouwers, gemeente) om dit prachtige gebouw voor elkaar te krijgen en verder bouwen in figuurlijke zin is nodig om te zorgen voor een duurzame en gezonde financiële toekomst voor het theater. Het is daarmee ook tijd voor ander leiderschap. Mijn opvolger kan daarbij vertrouwen op medewerkers die iedere dag vol passie werken. Ik kan alleen maar hopen dat 's-Hertogenbosch en omstreken naar het theater blijft komen om zich blijvend te laten inspireren. De komende tijd wordt het Theater aan de Parade aangestuurd door Rob Almering die eerder dit jaar al was toegetreden tot het directieteam. Daarnaast gaat gezocht worden naar een directeur."

## Trivia
Het Theater aan de Parade heeft per juni 2016 zijn filmfunctie laten vervallen.
In het gebouw bevinden zich twee multifunctionele zalen. Elk met een eigen sfeer en een eigen programmering. Alle ruimtes zijn verbonden door ruime foyers. Met veel daglicht en zicht op de Parade. 